# رابرت اسپنسر
رابرت بروس اسپنسر (به انگلیسی: Robert Bruce Spencer)(متولد 1962) نویسنده، وبلاگ نویس و یکی از چهره های اصلی جنبش ضد جهاد مسلمانان آمریکایی است. کتاب های منتشر شده وی شامل دو کتاب پرفروش نیویورک تایمز است.
در سال 2003 وی وبلاگ دیده بان جهاد برای ردیابی افراط گرایی اسلامی را تاسیس کرد . وی با همکاری وبلاگ نویس پاملا گلر ، گروه ضد مسلمان Stop Islamization of America (ابتکار دفاع از آزادی آمریکا) را بنیان نهاد.
گزارش ها حاکی از آن است که دو کتاب اسپنسر در فهرست مطالب آموزشی FBI ذکر شده و وی سمینارهایی را به واحدهای مختلف اجرای قانون در ایالات متحده ارائه داده است. بحث و جدال برانگیخت. او بارها در فاکس نیوز حضور داشته است. در سال 2013 وزارت امور داخله انگلستان به دلیل "اظهاراتی که ممکن است باعث ایجاد نفرت شود و منجر به خشونت بین جامعه شود" اسپنسر را از سفر به انگلیس 3 تا 5 سال منع کرد.

## پیشینه
اسپنسر در کلیسای ارتدکس یونان تعمید گرفت و در سال 1984 به کلیسای کاتولیک یونان ملکیت پیوست.
اسپنسر در مصاحبه ای در سال 2006 ادعا کرد که پدربزرگ و مادربزرگش به دلیل مسیحی بودن مجبور به مهاجرت از منطقه ای شدند که اکنون تحت نظر ترکیه است.
طبق مصاحبه ای که در سال 2010 در مجله نیویورک انجام شد ، پدر اسپنسر در طول جنگ سرد برای صدای آمریکا کار می کرد و در روزهای جوانی ، اسپنسر خودش در Revolution Books ، کتابفروشی مائوئیست در شهر نیویورک که رابرت آواکیان تاسیس کرده بود ، کار می کرد.
اسپنسر در سال 1986 در رشته های علوم دینی از دانشگاه کارولینای شمالی در چاپل هیل مدرک کارشناسی ارشد دریافت کرد. پایان نامه کارشناسی ارشد وی در مورد تاریخ کاتولیک بود.
وی گفته است که از سال 1980 در رشته های الهیات ، حقوق و تاریخ اسلامی تحصیل کرده است. وی بیش از 20 سال در اندیشکده ها کار کرد و در 2002-2003 عضو کمکی بنیاد کنگره آزاد بود.
اسپنسر از پل ویریچ ، کاتولیک ملکیتی ، به عنوان مربی خود درباره اسلام نام برد. اسپنسر می نویسد ، "پل ویریچ ، کلمات و مثالهای زیادی به من آموخت - در مورد چگونگی برخورد شخصی و حرفه ای با تهمت ها و لجن هایی که جنبه روزمره این کار است."
اسپنسر به دلیل نظراتش در مورد اسلام مورد انتقاد روحانیون در کلیسای کاتولیک قرار گرفت. او در سال 2016 کلیسا را ترک کرد تا در نتیجه "تأمل شخصی و مطالعه تاریخی" به کلیسای ارتدکس یونان بازگردد.

## زندگی شخصی
اسپنسر پیش از آنکه درگیر نوشتن و صحبت در مورد اسلام شود ، ساکسیفونیست بود و از طرفداران مشتاق و آگاه موسیقی جاز است. از جمله هنرمندان موسیقی جاز که وی علناً تمجید کرده است ، می توان به جان کلترین ، پروتستان انجیلی محافظه کار چارلز گیل (که اسپنسر اظهارات طرفدار زندگی اش را تحسین کرده است) و نوازنده مسلمان فرعون سندرز اشاره کرد. اسپنسر همچنین طرفدار باب دیلن است ، خصوصاً موسیقی دیلن را هنگامی که او خود مسیحی تبشیری بود ، ساخته و مرتباً به او مراجعه عمومی می کند. اسپنسر انتقادات شدیدی نسبت به عقاید سیاسی بازیگران چپ جان کوزاک و رابرت دنیرو داشته است ، اما با شور و شوق از فیلم های کارگردان ایرانی-آمریکایی سیروس نورسته تعریف و تمجید کرده است ، که بسیاری از آنها حاوی داستان تندروهای مسلمان است.

## روابط با مسلمانان لیبرال و سایر فعالان
در میان دوستانش تسبیح سید ، که یکی از اعضای شورای مشاور دیده بان جهاد بود که در زمان مرگش در ۲۰۰۷ یک مداحی درخشان برایش نوشت.
وی همچنین مدحی را برای دوست خود اوریانا فالاچی نوشت که در سال 2006 درگذشت - فالاچی با اکثر نظرات اسپنسر در مورد اسلام موافق بود ، و با نظرات بد خود در مورد آیت‌الله خمینی ، یاسر عرفات ، معمر قذافی و محمد علی و انتقاد از شیوه ذوالفقار علی بوتو تحت قوانین اسلامی در پاکستان فالاچی به عنوان یکی از برجسته ترین اسلام هراسان اروپایی نیمه دوم قرن بیستم شناخته می شود ، اگرچه او مانند اسپنسر همیشه معتقد بود که نقد وی توسط اصول ضد فاشیست و ضد توتالیتر تحریک می شود.
از جمله دیگر دوستان و متحدان اسپنسر در جنبش ضد جهاد می توان به ابن وراق ، نونی درویش ، وفا سلطان ، عیان هیرسی علی ، بریژیت گابریل ، آریه الداد ، امیر طاهری ، تام تانکردو ، برد ثور ، گیرت ویلدز ، موردخای کیدار ، بت یور ، اسکار فریزینگر ، فرانک گافنی و علی سینا. کار او با استقبال خوب داگلاس موری ، مارک استاین ، نیل بوورتز ، پت کاندل ، دانیل پایپز ، بروس تورنتون ، افریم کارش ، جسی لی پیترسون ، لری الدر ، سیمون دنگ ، کتی شیدل فقید ، و فعالان هندو Subramanian Swamy ، Nupur J. Sharma (از OpIndia) ، Sanjay Dixit ، Babu Suseelan ، Arish Sahani ، Sarah Kali Dasi ، نارین کاتاریا اشاره کرد.
اسپنسر و پاملا گلر با بخش گسترده ای از فعالان مخالف برتری طلبی اسلامی تحت حمایت ابتکار عمل دفاع آزادی آمریکا ، اتحاداتی را ایجاد کرده‌اند ، از جمله سخنگوی کرد سالار موتدی ، حیدر الیاس یزدی ، ورا مازنی صهیونیست مسیحی فلسطینی ، و اعضای جامعه سیک نامداری در شهر نیویورک.
اسپنسر در مورد مسلمان مشهور لیبرال زهدی یاسر از آریزونا بحث کرده است و با وی تبادل نظر دوستانه داشته است. وی جاسر ، اسرا نعمانی و محمد توحیدی را از معدود شخصیتهای عمومی مسلمان معرفی کرده است که به‌طور فعال و صادقانه با ایدئولوژی جهاد جهانی مخالف هستند.
با این حال ، اسپنسر اسلام لیبرال را که در آن این مسلمانان ضد برتری گرایانه بیش از حد حاشیه ای و هدرودوکس هستند و قادر به ایجاد یک تغییر مثبت هستند میداند ولی اسلام لیبرال را با آنچه او آموزه های اصلی قرآن می داند سازگار نمی‌داند .
روابط وی با دیگر فعالان مسلمان لیبرال و ضد برتری طلبانه خصمانه بوده است - درگیری بر سر مطالب قرآنی مربوط به زینب بن جهش منجر به درگیری با خلیل محمد (که از اسپنسر به عنوان "نادان شیطانی" می نامد) و با سلیم منصور ، مفسر مسلمان ستیز ستیز کانادایی ، و تارک فتح ، فعال مسلمان دیگر کانادایی معروف به نظرات ضد برتری طلبی ، در مواردی از اسپنسر حمایت کرده و در موارد دیگر با عصبانیت او را نکوهش کرده است.
اسپنسر با الکس جونز ، نظریه پرداز توطئه راست گرای راست تبادل نظر دوستانه داشته و گفته است که او "شجاعت" جونز را تحسین می کند. او کار مورخان محافظه کار لری شوایکارت و جارت استپمن را تأیید می کند.

## دیدگاههای مربوط به اسلام
اسپنسر به خاطر دیدگاه های ضد مسلمان شناخته شده است. وی درباره اسلام رادیکال ، افراط گرایی اسلامی ، تروریسم اسلامی و برتری طلبی اسلامی اظهار نظر می کند. تفسیر اسپنسر در مورد اسلام چنین تلقی شده است که "تأثیر بسزایی در اطلاعات غلط درباره اسلام داشته است که به همین راحتی در اینترنت ، رسانه ها و محافل سیاسی منتشر می شود."
اسپنسر ادعا می کند که علاقه ای به خصومت در مقابل هر مسلمانی که به دنبال آسیب رساندن به غیر مسلمانان ، مسلمانان سابق ، زنان یا سایر غیرنظامیان بی گناه نیست ، ندارد و گفته است: "هر مسلمانی که صادقانه از جنگ جهاد و چشم پوشی صرف نظر کند ، به به تلاش های ضد جهادی ما بپیوندد.
با این حال ، در عمل ، اسپنسر از ممنوعیت ورود دونالد ترامپ برای شهروندان بسیاری از کشورهای دارای اکثریت مسلمان به ایالات متحده حمایت کرده و ادعا می کند که این امر از نظر امنیت ملی توجیه پذیر است.
وب سایت وی بارها دارای داستانهایی است که توجه آنها را به رفتارهای خشن ، جنایتکارانه یا غیرعادلانه مسلمانان ، از جمله بسیاری از کسانی که به دین اسلام گرویده اند و یا مهاجر هستند ، نشان می دهد و به طور کلی این رفتارهای نادرست را به عنوان نتیجه منطقی محتوای واقعی محتوای اصلی ، هنجاری متون و آموزه های اسلامی نشان می دهد.
با توجه به نسل کشی روهینگیا ، اسپنسر قتل غیرنظامیان مسلمان بی گناه روهینگیا توسط جنبش 969 یا دیگر شبه نظامیان بودایی را تأیید نمی‌کند ، اما او معتقد است که ریشه این درگیری در تجاوزهای بی دلیل مسلمان روهینگیا به بوداییان در میانمار است.
اسپنسر ادعا کرده است که اسلام هراسی "یک روش تبلیغاتی است که برای ترساندن مردم از تصور اینکه مخالفت با اسلام اشتباه است طراحی شده.
وی ادعا کرده است که کسانی که از اصطلاح "اسلام هراسی" استفاده می کنند برای سکوت مخالفان این کار را انجام می دهند و این کار را با درهم ریختن دو پدیده متمایز و غیر مرتبط انجام می دهند: "حمله به غیرنظامیان مسلمان بی گناه ، که هرگز توجیه پذیر نیست ، و تحلیل صادقانه انگیزه ها و اهداف تروریست های جهاد و راهی که آنها از متن و آموزه های اسلامی برای توجیه خشونت و برتری طلبی استفاده می کنند ، که همیشه لازم است ".
اسپنسر بر این باور است که تعالیم اسلام سنی متداول ، ارتدوکس شیعه و اسلام شیعه اثناعشری جامعه مسلمانان را در برابر خدا مسیول می کند که علیه همه غیرمسلمانان جنگ کنند و آنها را تحت حاکمیت قوانین اسلامی و یک سیستم هژمونی مسلمان نهادینه کنند.
او معتقد است که طیفی از "اعتقاد ، دانش و اشتیاق" در میان مسلمانان وجود دارد که توضیح می دهد چرا میلیونها مسلمان خود را در فعالیتهایی که به غیر مسلمانان آسیب می رساند درگیر نمی‌کنند ، اما او استدلال می کند که اسلام اصلی ذاتاً خشن ، اقتدارگرا و برتر است. ، به استثنای اسلام اسماعیلی سونر نزاری ، که اذعان دارد کثرت گرایانه است اما معتقد است بسیار کوچک و ناهماهنگ است که ارزش ترویج آن را ندارد. وی ادعا می کند ، طبق هر چهار مکتب فقهی اهل سنت (و همه شیعیان غیراسماعیلی) ، اسلام آزادی بیان ، آزادی وجدان (با مجازات های اعدام سنتی برای ارتداد و کفر) و برابری حقوق و عزت زنان در کنار مردان را منع کرده است .
اسپنسر اگرچه یک محافظه کار مذهبی مسیحی است ، اما همچنین نسبت به بدرفتاری با افراد LGBTQ + در کشورهای مسلمان انتقاد کرده است.
انتقادات وی به گروه احمدیه زیاد است ، زیرا اسپنسر علی‌رغم تعالیم میرزا غلام احمد در زمینه دوستی بین مسلمانان و غیرمسلمانان و انصراف از جنگ جهاد ، ادعا می کند که احمدی ها با سنی ها و شیعه اثناعشری هدف یک جهان تسخیر شده و اسلامی شده را دارند که غیر مسلمانان مقهور آن هستند.
وی همچنین از اسلام صوفیانه انتقاد کرده است ، زیرا بسیاری از صوفیان با افراط گرایان مسلمان و تروریست ها همکاری کرده اند یا خودشان جنگ جهاد را رهبری کرده‌اند (به ویژه در چچن ، عراق و غزه) ، و به دلیل اینکه رهبران افراطی حسن البنا از اخوان المسلمین و آیت‌الله خمینی ادغام شده اند بسیاری از صوفی ها پیروان خود را به این امر سفارش می کنند.
اسپنسر متنهای متنوعی از منابع اسلامی را بعنوان سند نقل می کند ، از جمله Reliance of the Traveller ، یک کتاب شافعی حقوق اسلامی که توسط نوح ها میم کلر به انگلیسی ترجمه شده و توسط دانشگاه الازهر به عنوان "راهنمای قابل اعتماد" تأیید شده است.
او همچنین مرتباً از سید ابوالعلا مودودی نقل می کند ، هم تفسیر چند جلدی وی در" سایه قرآن "و هم هضم یک جلدی آن که به خود اسپنسر داده شد هدیه ای از سوی مسلمانان بی خبر در بازدید از مسجد پارک فینسبوری در سال 2009.
موضع اصلی اسپنسر این است که مودودی و سید قطب افراطی نیستند (همانطور که به اعتقاد آنها توسط بسیاری از مسلمانان ، به ویژه توسط احمدی خلیفتول مسیح پنجم ، میرزا مسرور احمد) ، اما این محبوبیت آنها در میان مسلمانان محافظه کار ، در کتابفروشی های اسلامی و وب سایت های اسلامی نشان دهنده استقبال گسترده جریان اصلی است.
اسپنسر در میان سایر منابع اسلامی در تلاش برای "اثبات" اینکه اسلام جریان اصلی ذاتاً برتری طلب است ، احکام فقیه حنبلی ابن تیمیه ، متن حنفی الهدیه ، مقدمه (توسط مورخ و حقوقدان مالکی ابن خلدون) ، محکومیت و تکذیب سلطانحسین تابنده ، رهبر گنابادی در مورد مبانی کلامی مسلمانان در اعلامیه جهانی حقوق بشر ، کتاب جنگ و صلح در قانون اسلام در سال 1955 توسط مجید خدوری و نوشته های ابن رشد ، فقیه مالکی در قرن دوازدهم به نقل از کتاب روش اجتهاد توسط عمران احسن خان نیازی ، که در برهه ای استادیار دانشکده شرع و حقوق در دانشگاه بین‌الملل اسلامی در اسلام آباد ، پاکستان بود را ارایه میدهد.
وی همچنین مرتباً به تفسیرهای قرآن توسط ابن کثیر ، دو جلال ، ابن جوزایی و دیگران و همچنین مجموعه های حدیثی معتبر صحیح بخاری و صحیح مسلم اشاره می کند.

#### آیات قرآنی که زیاد بکار میبرد
سوره 47 آیه 4 ، سوره 48 آیه 29 ، سوره 3 آیه 110 ، سوره 98 آیه 6 ، سوره 4 آیه 34 ، سوره 4 آیه 3 ، سوره 5 آیه 33 است. ، سوره 5 آیه 52 ، سوره 7 آیه 166 ، سوره 9 آیه 5 ، سوره 8 آیه 12 ، سوره 3 آیه 28 ، سوره 8 آیه 60 ، سوره 2 آیه 191-2 و بیش از همه سوره 9 آیه 29.
دیدگاه اسپنسر درباره محمد ، بنیانگذار اسلام ، به شدت منفی است. او معاهده حدیبیه را نمونه ای می داند که در آن محمد کافران را فریب داده و با آنها صلح کاذب انجام داده و به نفع خود آن را شکست (ادعایی که علمای اصلی مسلمان آن را انکار می کنند) ، و ادعا می کند که این فریب در قوانین اسلامی برای مسلمان یک هنجار است.

## جنجال ها
دولت پاکستان کتاب اسپنسر ، حقیقت درباره محمد را در سال 2016 ممنوع کرد . در مالزی در سال 2007 ممنوع شد.
در یک مقاله خبری در اکتبر 2010 ، یک گزارش تحقیقی توسط تنسی اسپنسر را به عنوان یکی از چندین فردی توصیف کرد که "... با گسترش نفرت و ترس از اسلام پول نقد در میاورند". تحقیقات تنسی نتیجه گرفت: "پرونده های IRS از سال 2008 نشان می دهد که رابرت اسپنسر 132،537 دلار از مرکز آزادی دیوید هوروویتس درآمد داشته و هوروویتس فقط در مدت یک سال بیش از 400،000 دلار برای خود به جیب زده است."
در 13 آوریل 2017 ، اسپنسر علی‌رغم اعتراض و دادخواست علیه وی ، در دانشگاه ایالتی ترومن سخنرانی کرد. وی توسط بنیاد آمریکای جوان دعوت شد.
در اول ماه مه 2017 ، اسپنسر در دانشگاه بوفالو سخنرانی کرد. در آنجا او را هو کرده و هل دادند.
در 3 مه 2017 ، اسپنسر در کالج گتیسبورگ سخنرانی کرد. ۳۷۵ نفر از فارغ التحصیلان رئیس دانشگاه ، جانت مورگان ریگز را به لغو سخنرانی ترغیب کردند ، اما این رویداد طبق برنامه پیش رفت. اسپنسر گفت: "یک نوع تنوع وجود دارد که به طور کلی در یک فضای دانشگاهی مورد ارزیابی قرار نمی‌گیرد و آن تنوع فکری است."
در 14 نوامبر 2017 ، اسپنسر در دانشگاه استنفورد سخنرانی کرد. بسیاری از دانشجویان در طول این رویداد بیرون رفتند.
اسپنسر گفت که "یک جوان چپ ایسلندی" او را در سال 2017 در ریکیاویک ، ایسلند مسموم کرد.

## ممنوعیت ورود به انگلیس
در 26 ژوئن 2013 ، ورود اسپنسر و پاملا گلر به انگلستان ممنوع شد. آنها قرار بود در راهپیمایی لیگ دفاع انگلیس در وولویچ ، جنوب لندن ، جایی که درامر لی ریگبی کشته شد ، سخنرانی کنند. وزیر کشور ترزا می به اسپنسر و گلر اطلاع داد که حضور آنها در انگلیس "به نفع عموم نخواهد بود".
در نامه ای از وزارت داخله انگلستان آمده است که این تصمیم بخاطر این گفته اسپنسر است که : اسلام "یک دین یا یک سیستم اعتقادی است که به منظور ایجاد یک الگوی اجتماعی کاملاً ناسازگار با جامعه غربی ، به جنگ با بی ایمانان می پردازد ... به دلیل عدم تمایل رسانه ها و دولت عمومی به مقابله با منابع تروریسم اسلامی ، این موارد تا حد زیادی ناشناخته مانده است. "[43]
این تصمیم بین سه تا پنج سال بود. این ممنوعیت به دنبال یک کارزار هماهنگ شده توسط سازمان ضد نژادپرستی انگلستان "امید نه نفرت"، که می گوید 26000 امضا را برای دادخواست به وزیر کشور جمع آوری کرده است.
اسپنسر و گلر این منع را مورد اعتراض قرار دادند ، اما در سال 2015 دادگاه تجدیدنظر انگلیس با استدلال اینکه "این یک پرونده نظم عمومی بود که پلیس به وی توصیه کرده بود ممکن است بی نظمی عمومی و خشونت جدی رخ دهد ، این درخواست را رد کرد".
این ممنوعیت توسط داگلاس موری مورد انتقاد قرار گرفت. وی اظهار داشت که مبلغین نفرت اسلام گرایان هنوز هم مجاز به ورود به انگلیس هستند ، و اعتقاد خود را بر این باور داشت که آنچه گلر و اسپنسر می گویند بسیار قابل اعتراضتر از نظرات و اظهارات روحانیون مسلمان افراطی مانند محمد العارفه است که اجازه ورود به اندکی قبل از تحریم اسپنسر و گلر در انگلیس.

## کتابشناسی
- حقیقت درمورد محمد: بنیانگذار دین بی تحمل ترین جهان ، مطبوعات Regnery ، 2006 (لیست پرفروش های NYT - 29-10-2010 [49]) ISBN 1-59698-028-1 OCLC 232648493
- راهنمای غیر سیاسی اسلام (و جنگهای صلیبی) ، Regnery Press ، 2005. (لیست پرفروش های NYT - 2005-10-16 [50]) ISBN 0-89526-013-1 OCLC 779057129
- هذیان فلسطینی: تاریخ فاجعه آمیز روند صلح خاورمیانه. کتاب بمباردیر. 3 دسامبر 2019. شابک 978-1642932546.
- تاریخ جهاد: از محمد تا داعش. کتابهای بمباردیر. 7 اوت 2018. شابک 9781682616598. OCLC 1046676281.
- اعترافات یک اسلام هراس. کتابهای بمباردیر. 28 نوامبر 2017. شابک 978-1682614914. OCLC 1022710774.
- نه صلح بلکه یک شمشیر: شکاف بزرگ بین مسیحیت و اسلام. پاسخهای کاتولیک. 25 مارس 2013. شابک 978-1938983283. OCLC 840646024.
- پاملا گلر؛ رابرت اسپنسر (27 ژوئیه 2010). ریاست جمهوری پس از آمریکا: جنگ دولت اوباما علیه آمریکا. نسخه های آستانه شابک 978-1-4391-8930-6.
- راهنمای کامل کافر برای آزادی بیان (و دشمنان آن). مطبوعات Regnery. 24 ژوئیه 2017. ص. 256. شابک 978-1621576273. OCLC 993696636.
- راهنمای کامل کافران به ایران. مطبوعات Regnery. 11 ژوئیه 2016. ص. 256. شابک 978-1621575160. OCLC 952247204.
- راهنمای کامل کافر برای داعش. مطبوعات Regnery. 24 اوت 2015. شابک 978-1-62157-453-8. OCLC 916923210.
- راهنمای کامل کافران در مورد قرآن. مطبوعات Regnery. 21 سپتامبر 2009. ص. 260. شابک 978-1-59698-104-1. OCLC 317454159.
- آیا محمد وجود داشته است ؟: تحقیق درباره ریشه های مبهم اسلام. کتابهای ISI. مارس 2012. شابک 978-1-61017-061-1. OCLC 883649585
- جهاد خفا: اسلام رادیکال چگونه آمریکا را بدون اسلحه و بمب برانداز می کند. مطبوعات Regnery. 28 اکتبر 2008. شابک 978-1-59698-556-8. OCLC 740862521.
- دین صلح ؟: چرا مسیحیت هست و اسلام نیست. انتشارات Regnery. 2007. شابک 978-1-59698-515-5. OCLC 929251820.
- افسانه تحمل اسلامی: نحوه رفتار قوانین اسلامی با غیرمسلمانان (ویراستار) ، کتابهای پرومتئوس ، 2005. ISBN 1-59102-249-5 OCLC 551266709
- سربازان مسلمان مسلمان: چگونه جهاد هنوز تهدید آمریکا و غرب است ، انتشارات Regnery ، 2003. ISBN 0-89526-100-6 OCLC 892799748
- درون اسلام: راهنمایی برای کاتولیک ها: 100 سؤال و جواب. پرس معراج 2003. ص. 197. شابک 978-0-9659228-5-2.
- اسلام رونمایی کرد: سؤالات نگران کننده در مورد سریعترین دین جهان. برخورد با کتابها 25 اکتبر 2002. ص. 202. شابک 978-1-893554-58-0. OCLC 752326911.نسخه قابل بارگیری
- زمستان عربی به آمریکا می آید: حقیقت در مورد جنگی که در آن هستیم. انتشارات Regnery ، Incorporated ، انتشارات عقاب. 14 آوریل 2014. شابک 978-1-62157-204-6. OCLC 877883931.